# Kalzium (KDE)
Kalzium ist eine freie Software, die Informationen über das Periodensystem der Elemente bietet. Sie läuft unter der KDE. Es können zahlreiche Informationen über die Elemente nachgeschlagen und nach verschiedenen Kriterien hervorgehoben werden. Außerdem bietet es die Möglichkeit, Daten grafisch darzustellen oder chemische Begriffe oder Gerätschaften in einem Glossar nachzuschlagen.
Abbildungen und Aktivitäten (Zeit- und Temperaturschieber) runden die Anwendung ab.
Kalzium wird von Carsten Niehaus entwickelt. Es ist Teil der Blue Obelisk Bewegung. Vertrieben wird es im Zuge des KDE Education Project.